# Aeródromo Rodolfo Soto Bartell
El Aeródromo Rodolfo Soto Bartell (Código OACI: MM69 - Código DGAC: TSI) también conocido como Aeródromo del Tasícuri, Aeródromo de Magdalena de Kino o Tacicuri Airport (en inglés) es un pequeño campo de aviación ubicado al noroeste del poblado de El Tasícuri en el municipio de Magdalena, Sonora y es operado por la alcaldía de Magdalena. El aeródromo lleva ese nombre en honor al pionero de la aviación en el norte de Sonora: Rodolfo Soto Bartell, quien era piloto privado y transportaba ganaderos a diversos puntos de Sonora en su avión. Cuenta con una pista de aterrizaje de 1,440 metros de largo y 15 metros de ancho con gota de viraje en la cabecera 03, una plataforma de aviación de 50m x 30m (1,500 metros cuadrados) y hangares. En 2017 se llevó a cabo la rehabilitación del aeródromo mediante la colocación de microcarpeta asfáltica en la pista de aterrizaje y la pavimentación de la vía de acceso al aeródromo desde la carretera, todo esto con recursos del Gobierno del Estado de Sonora, también en 2018 se llevaron a cabo las gestiones a través de la DGAC para obtener los permisos de operatividad del aeródromo.

## Accidentes e incidentes
- El 12 de junio de 1995 una aeronave Learjet 35 con matrícula XA-SVX operada por Aerotransportes de Toluca S.A.[5] que cubría un vuelo entre el Aeropuerto de Veracruz y el Aeropuerto de Nogales sufrió un incendio en el motor 1, por lo que la tripulación se desvió al Aeródromo de Magdalena de Kino en donde sufrió una excursión de pista al aterrizar, incendiándose en terreno aledaño al aeródromo. Los 2 miembros de la tripulación y los 2 pasajeros sobrevivieron. Se atribuye como causa probable del incidente a una fuga de aceite en el motor 1.[6]